# Мария фон Хоенщауфен
Мария фон Хоенщауфен или Мария Швабска (на немски: Maria von Staufen, Maria von Schwaben, * 3 април 1201 в Арецо в Тоскана, Италия, † 29 март 1235 в Льовен, Брабант) от род Хоенщауфен е дъщеря на немския крал Филип Швабски († 1208) и Ирина Ангелина († 1208), дъщеря на византийския император Исак II Ангел.
Мария се омъжва пр. 22 август 1215 г. за Хайнрих II (1207–1248), от 1235 г. херцог на Брабант от род Регинариди. Те имат шест деца:
- Хайнрих III (* 1231, † 1261), херцог на Брабант, ∞ 1251 Аликс от Бургундия
- Филип († млад)
- Матилда (* 1224, † 29 септември 1288), ∞ 4 юни 1237 в Компиен Роберт I, граф на Артоа; ∞ пр. 31 май 1254 Гуидо II, граф на Сен Пол (Дом Шатийон)
- Беатрикс (* 1225, † 11 ноември 1288), ∞ 10 март 1241 в Кройцбург Хайнрих Распе IV, ландграф на Тюрингия, ∞ ноември 1247 в Льовен Вилхелм II от Дампиер, граф на Фландрия (* 1224, † 6 юни 1251).
- Мария (* 1226, † 18 януари 1256), ∞ Лудвиг II Строги, херцог на Горна Бавария; тя е екзекутирана заради изневяра
- Маргарете († 14 март 1277), абатеса на Херцогентал

Мария умира през 1235 г. в Льовен. За втори път Хайнрих II се жени през 1240 г. за София от Тюрингия.